# Leon Kofoed Andersen
Leon Kofoed er en anerkendt dansk atlet inden for Obstacle Course Racing (OCR), kendt for sine præstationer på europæisk og globalt plan. Som dobbelt europamester i OCR på kort distance og en central del af det danske mix relay-team, der har vundet både europamesterskabet og verdensmesterskabet, har Leon etableret sig som en af de førende skikkelser i sporten. Derudover er han national ambassadør for Kræftens Bekæmpelse og har en kandidatgrad i matematik og økonomi fra Copenhagen Business School.

## Tidlige liv og baggrund
Leon voksede op med fodbold. Med en stedfar som var fodboldtræner, så var det hans primære sport ved siden af skoletiden. Så da gymnasiet startede og Leon flyttede hjemmefra for at begynde på Nyborg Gymnasiums internationale kostskole, så stoppede fodboldkarrieren også. Den blev erstattet med studietimer, musik (guitar, klaver, band og musicals) samt løb, styrketræning og kampsport. Efter gymnasiet tog Leon et sabbatår og prøvede kræfter med værnepligten, hvor han scorede topkarakterer i alle fysiske tests. Dog begyndte han sin professionelle sportslige karriere relativt sent. Det var først da han stødte på OCR og Ninja Warrior, hvor han hurtigt viste et naturligt talent og en dedikation, der har ført ham til toppen af sporten, at han blev grebet af det sportslige liv.

## Nøglepræstationer
- Dobbelt Europamester i OCR kort distance (2018 & 2019)
- Medlem af det danske mix relay-team, der har vundet EM og VM i OCR (2017, 2018, 2019, 2021, 2022, 2023)
- Individuel 3. plads ved VM (2023)
- FISO verdensmester (2021)